# ロボット (映画)
『ロボット』（原題：Enthiran、英題：The Robot）は、2010年のインドのSFアクション映画。インド映画としては破格の37億円を費やし製作された。
日本では、第24回東京国際映画祭で上映の後、2012年に劇場公開された。

## ストーリー
工学博士のバシーガラン博士(バシー)は、10年の歳月を費やして、自分に似せた高性能の人間型ロボットを作り上げた。バシーの母親により「チッティ」と名付けられたそのロボットは、強大な力と明晰な頭脳で、街の不良を懲らしめ、バシーの婚約者であるサナを守り、スーパーヒーローの様な大活躍を見せる。しかし、大火事のマンションから住人たちを救い出す際、チッティは感情や常識・デリカシーを持たないが故に、助けた全裸の女性が羞恥で走り出して交通事故に遭うという悲劇を起こしてしまう。それをきっかけに、バシーはチッティに感情を持たせることを決意。苦心の末に成功するものの、よりによってチッティは、サナに恋してしまう。一方、バシーの恩師であるボラ博士は、自分の作っている人型ロボットが思う様に動かず、バシーに激しく嫉妬していた。彼はチッティがロボットの公的機関に認定されるのを審査員の立場で妨害し、またバシーの部下2名に「神経回路のデータを渡せ」と執拗に迫っていた。
サナに恋するあまり、何かにつけバシーと張り合う様になったチッティ。しかしパーティー会場で、突然サナとの結婚発表を行うバシー。愕然として、サナにも「愛は人間同士のもの」と諭されたチッティは、バシーによるインド軍へのデモンストレーションの際、戦争を否定して愛を説く言動を見せ、軍の幹部たちを呆れさせる。大恥をかかされたバシーは、怒りにまかせてチッティを斧でバラバラに破壊して廃棄するが、ボラ博士はそれに目をつけ、ゴミ廃棄処分場からチッティの体を回収する。チッティを修理して優しい言葉をかけ、まんまと神経回路のデータを入手したボラ博士は、チッティに100人殺せる悪の回路を組み込んでしまう。ボラ博士は、バシーの神経回路の技術で戦闘用の人間型ロボットを完成させ、他国に売り渡すつもりでもあった。
しかし、強力な殺人兵器として蘇ったチッティは、ボラ博士すら殺害し、彼の試作ロボットのボディーも利用して自分のレプリカを大量に生産。遂にはサナを誘拐し、自分のアジトに監禁してしまう。暴走して街を破壊し、邪魔をする警察官や兵士たちを平気で殺害し始めたチッティからサナを救うため、チッティになりすましてアジトに潜入するバシーだが、サナとの接触には成功するものの、人間であることがロボットたちにばれ、捕らえられてしまう。何とか脱出したバシーとサナは、レプリカたちと共に多人数で変幻自在に組み合わさって街を破壊するチッティに対し、そのプログラムを書き換えられる車両に乗り込み、最後の決戦でチッティを磁石で固定し、悪の回路を抜き取る。裁判でバシーは大量殺人と破壊の罪で死刑になるところを、チッティは「機械は事故を起こすが殺人はできない」と語り、自らを分解する。
20年後、人工知能博物館の記念品となったチッティは、見学者の女子生徒たちに、「感情を持ったからこうなった」と語る。

## キャスト
括弧内は日本語吹替
- バシーガラン博士/チッティ - ラジニカーント（小野大輔）
- サナ - アイシュワリヤー・ラーイ・バッチャン（遠藤綾）
- ボラ博士 - ダニー・デンゾンパ（菅生隆之）
- シヴァ - サンダーナム
- ラヴィ - カルナース（英語版）
- 交通警察官 - コーチン・ハニーファ（英語版）
- パチャイムトゥ - カラバワン・マニ（英語版）
- バシーガランの父 - デリー・クマール（英語版）
- サナの近所に住む不良 - ラーガウ（英語版）
- ラサ - デーヴァダルシニ（英語版）
- バシーガランの母 - リヴァティ・サンカラン（英語版）
- シャー - サーブ・シリル

## 日本での上映・放送バージョン
- 2011年10月25日 第23回東京国際映画祭「アジアの風」部門で上映[3]。（タミル語、177分）
- 2012年5月12日 ダンスシーンなどをカットし短縮し特別編集した日本公開版を劇場公開[4]。（ヒンディー語、139分）
- 2012年6月1日 「完全版」として、タミル語版を劇場公開[5]。（タミル語、177分）
  - なお、日本では完全版（177分）の上映時にも休憩が入らず、途切れずにそのまま上映される。
- 2016年4月23日、ファミリー劇場で「完全版」を放送する際に日本語吹き替え版を制作。